# Diane Rowe

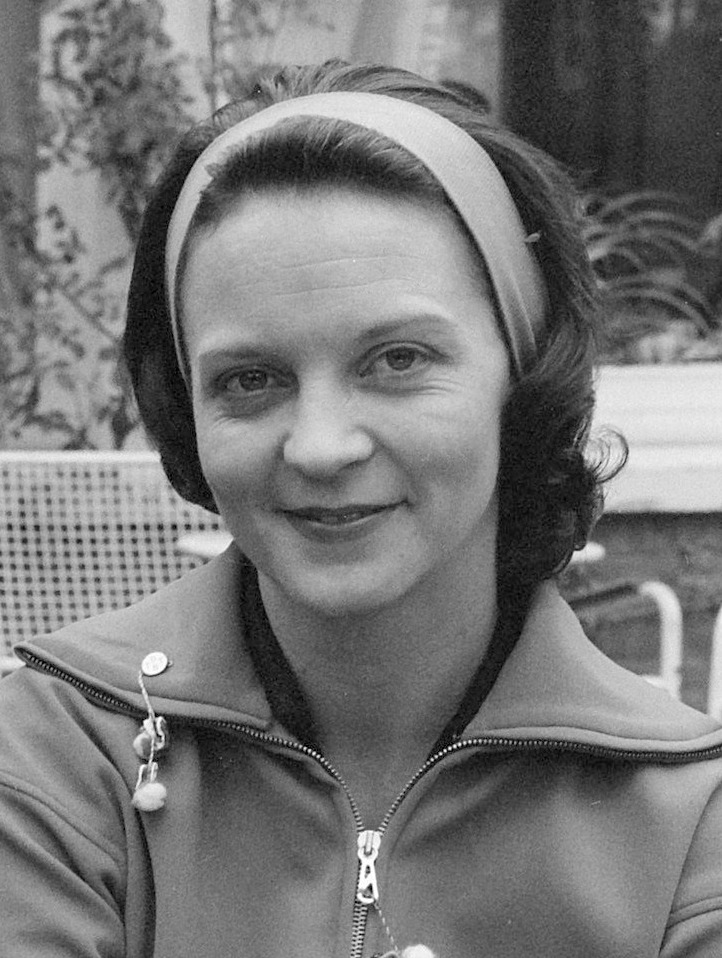
Diane Rowe (1962)

Diane Rowe (City of Westminster, 14 april 1933 – 19 juni 2023) was een Engels-Duits tafeltennisspeelster. Ze bereikte van 1951 tot en met 1955, in 1957 en 1963 de finale van het wereldkampioenschap dubbelspel, waarvan de eerste vijf keer samen met haar tweelingzus Rosalind. In Wenen 1951 en Wembley 1954 wonnen ze het goud. Haar deelname aan vijftien verschillende edities van het WK (1951-1973) is een record in het vrouwentafeltennis, dat ze sinds het WK 2009 wel deelt met Laura Negrisoli.
Rowe trouwde in 1966 met de verliezend finalist van het WK enkelspel 1969, de Duitser Eberhard Schöler. Daarop nam ze zijn achternaam en nationaliteit aan. Vier jaar later stopte ze met competitief spelen.

## Sportieve loopbaan
Rowe speelde in totaal tien WK-finales, maar het bleef daarin bij twee gouden medailles in het damesdubbel. Daarvoor versloeg ze samen met zus Rosalind Angelica Rozeanu en Sari Szasz-Kolosvary in de finale van 1951 en haar landgenotes Ann Haydon en Kathleen Thompson-Best in die van 1954. In de eindstrijd van 1952, 1953 en 1955 konden de zussen niet op tegen de duo's Shizuku Norahara/Tomie Nishimura, Gizella Farkas/Angelica Rozeanu en opnieuw Rozeanu, maar nu met Ella Constantinescu-Zeller, in die volgorde. Rowe bereikte in 1957 en 1963 eveneens de WK-finale dubbelspel, nu samen spelend met Haydon. Daarin was zilver wederom het maximale.

Behalve finales in het damesdubbel, bereikte Rowe in 1952 ook eenmaal de eindstrijd in het gemengd dubbelspel. Daarin moest ze aan de zijde van Johnny Leach buigen voor andermaal Rozeanu, die een koppel vormde met Ferenc Sidó. De Roemeense veroordeelde (mede) de Engelse en haar ploeg in de strijd om goud in de landentoernooien van 1953 en 1956 nog tweemaal tot de tweede plaats.
Rowe werd tijdens haar zeven EK-deelnames tussen 1958 en 1972 vier keer Europees kampioene. Samen met Mary Shannon greep ze ook op dit evenement twee dubbelspeltitels, in 1962 en 1964. Met het Engelse nationale team won ze zowel in 1958 als 1964 het toernooi voor landenploegen. In 1962 plaatste Rowe zich voor haar enige enkelspelfinale, maar verloor daarin van de Hongaarse Agnes Simon. In 1970 kon ze geen derde dubbelspeltitel bij elkaar spelen in een eindstrijd tegen Svietlana Fiedorova en Zoja Roednova.
Rowe plaatste zich in 1972 en 1973 voor de Europese Top-12, maar kon daarin geen potten breken.
Rowe overleed 90-jarige leeftijd.

## Erelijst
Belangrijkste resultaten:
- Wereldkampioene dubbelspel 1951 en 1954 (beide met Rosalind Rowe), zilver in 1952, 1953, 1955, 1957 en 1963
- Halve finale WK enkelspel 1953
- Verliezend finaliste WK gemengd dubbelspel 1952 (met Johnny Leach)
- Verliezend finaliste WK landenteams 1953 en 1956 (beide met Engeland)
- Europees kampioene dubbelspel 1962 en 1964 (beide met Mary Shannon), zilver in 1970
- Europees kampioen landenteams 1958 en 1964 (beide met Engeland)